# Halmstad
Pour les articles homonymes, voir Halmstad (homonymie).
Halmstad (prononciation en suédois : [halmsta(d)]) est une ville de l'ouest de la Suède, chef-lieu de la commune du même nom. Elle se situe dans le comté de Halland, sur les rives du Cattégat à l'embouchure de Nissan, entre les villes de Falkenberg, au nord, et de Laholm, au sud.
En 2005, on y dénombrait environ 55 000 habitants (sur les 88 000 de la commune).
La ville est surtout connue pour sa plage, Tylösand. Elle dispose de la gare centrale de Halmstad.
La ville fut également le lieu du meurtre de Marcus Norén en 2002, une affaire qui marqua la Suède.

## Architecture
Les architectes Lise Roel et Hugo Höstrup ont conçu de nombreux bâtiments à Halmstad dont le commissariat central de police (1960), la poste principale (1960), l'immeuble de bureaux Malcus (1961), l’hôtel Hallandia (1968), l'école Sannarp (1969), l’église de Vallås (1974) et le lycée technique de Kattegatt (1981).

## Personnalités liées à la ville
- Jonas Altberg (Basshunter) (1984-), chanteur, producteur et disc jockey
- Ernst Augustinsson (1850-1925), médecin suédois, est mort à Halmstad.
- Olle Bærtling (1911-1981), peintre et sculpteur.
- Bengt Samuelsson (1934-2024), biochimiste.
- Rolf Peterson (1944-), kayakiste, champion olympique en 1964.
- Per Gessle (1959-), musicien.
- Bengt Johansson (1942-2022), joueur international puis entraîneur de handball.
- Niklas Kvarforth (1983-), musicien.

## Galerie d'images

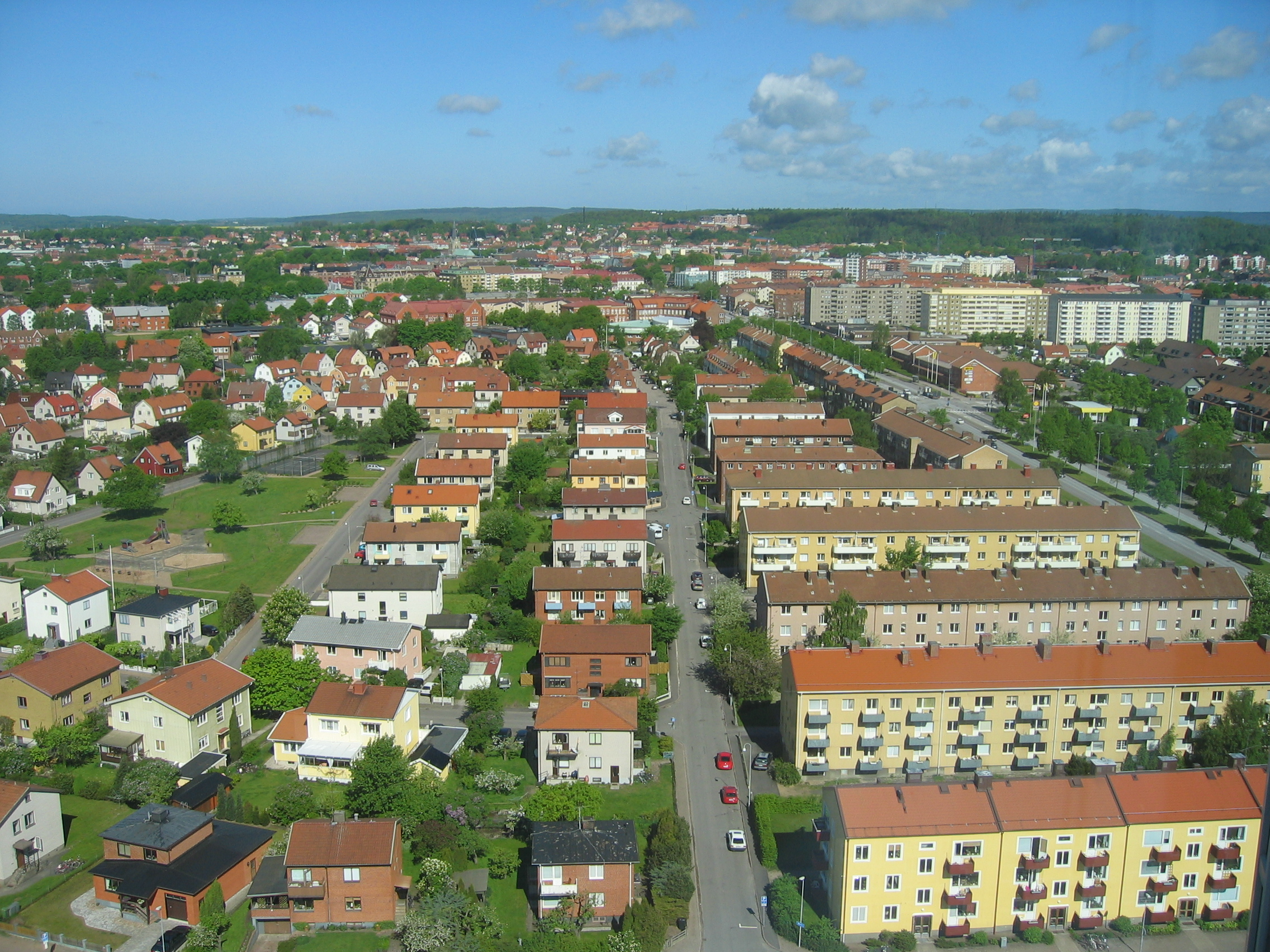
Vue sur un quartier résidentiel de Halmstad
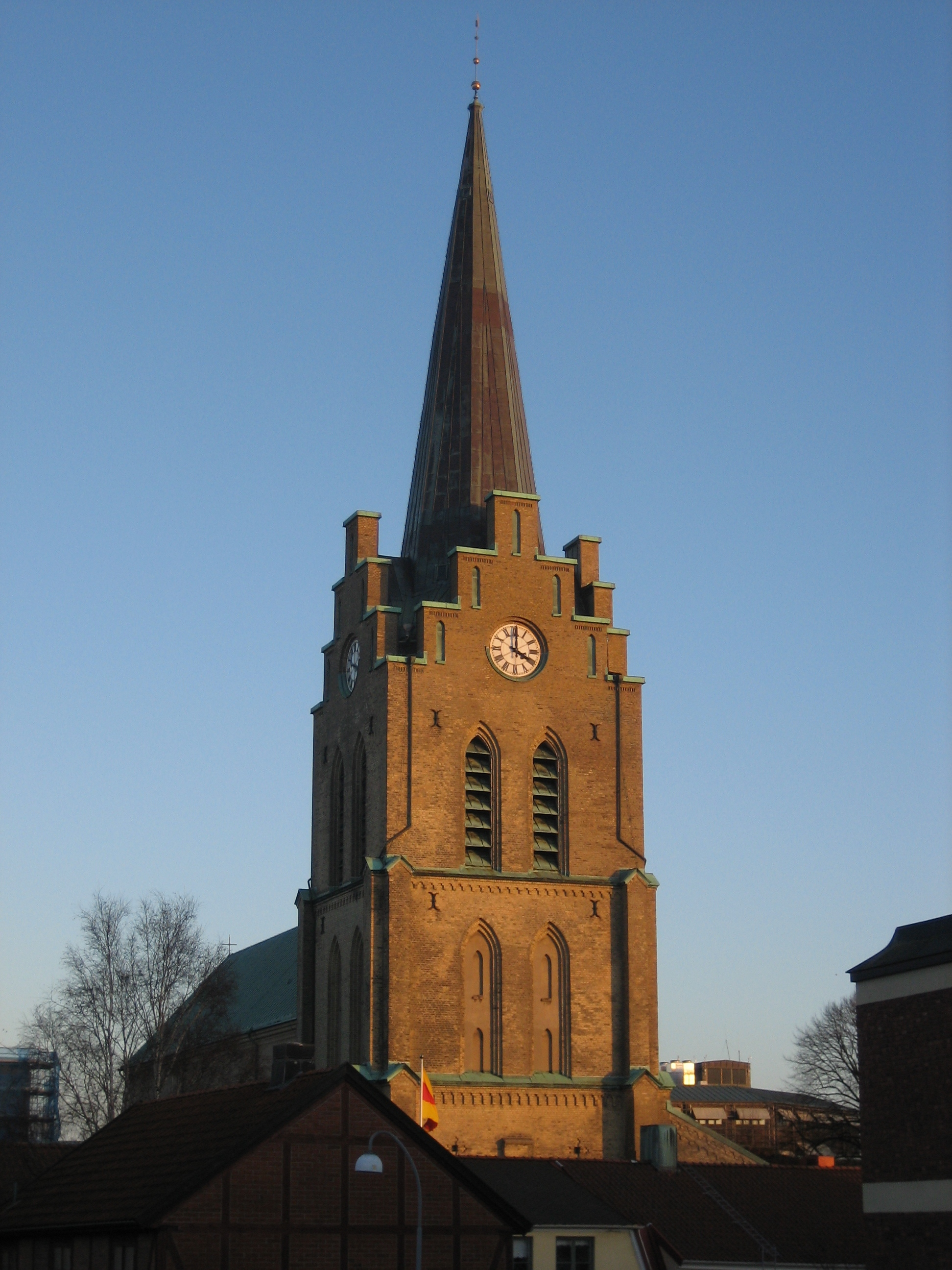
St Nikolai
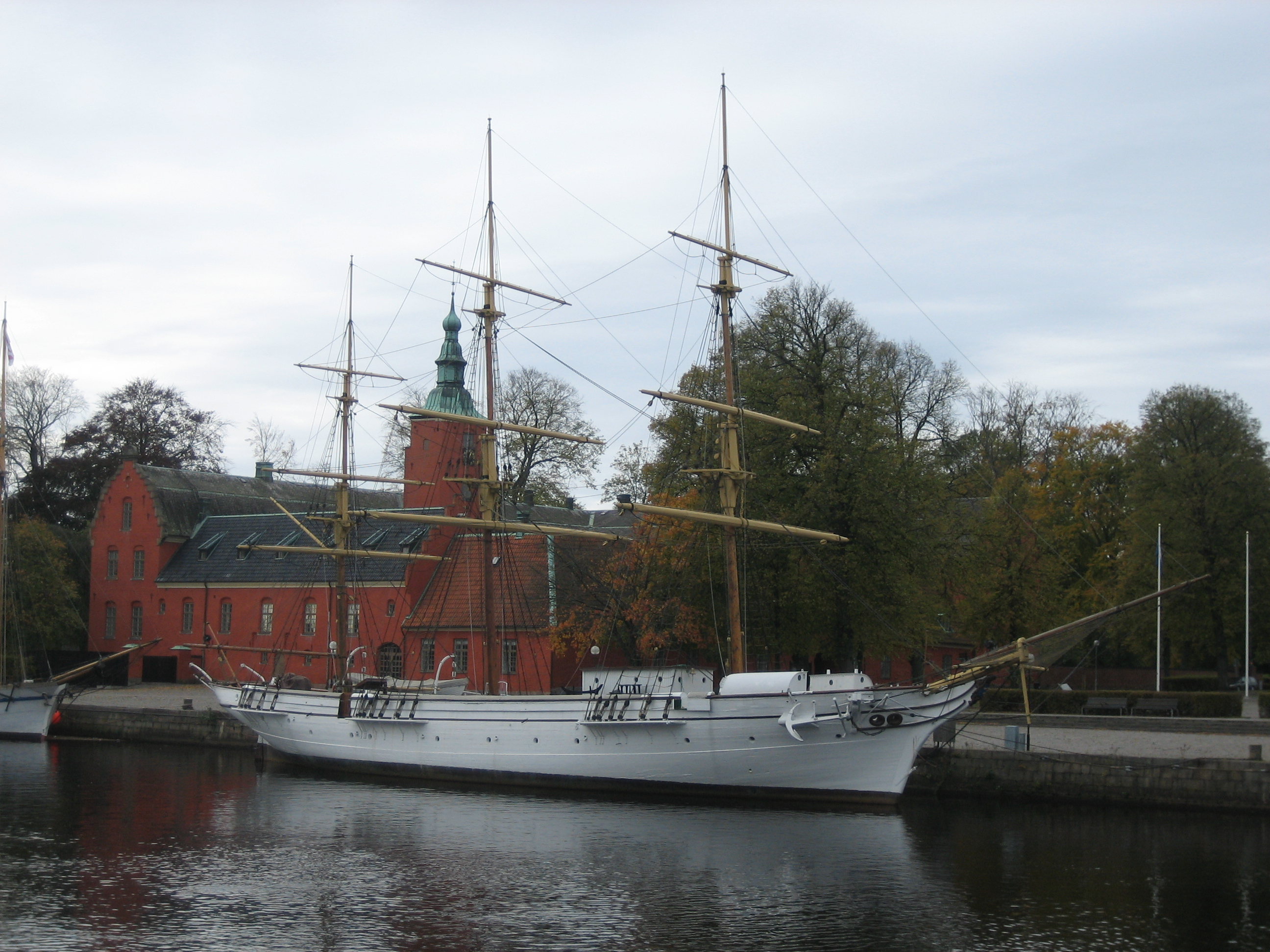
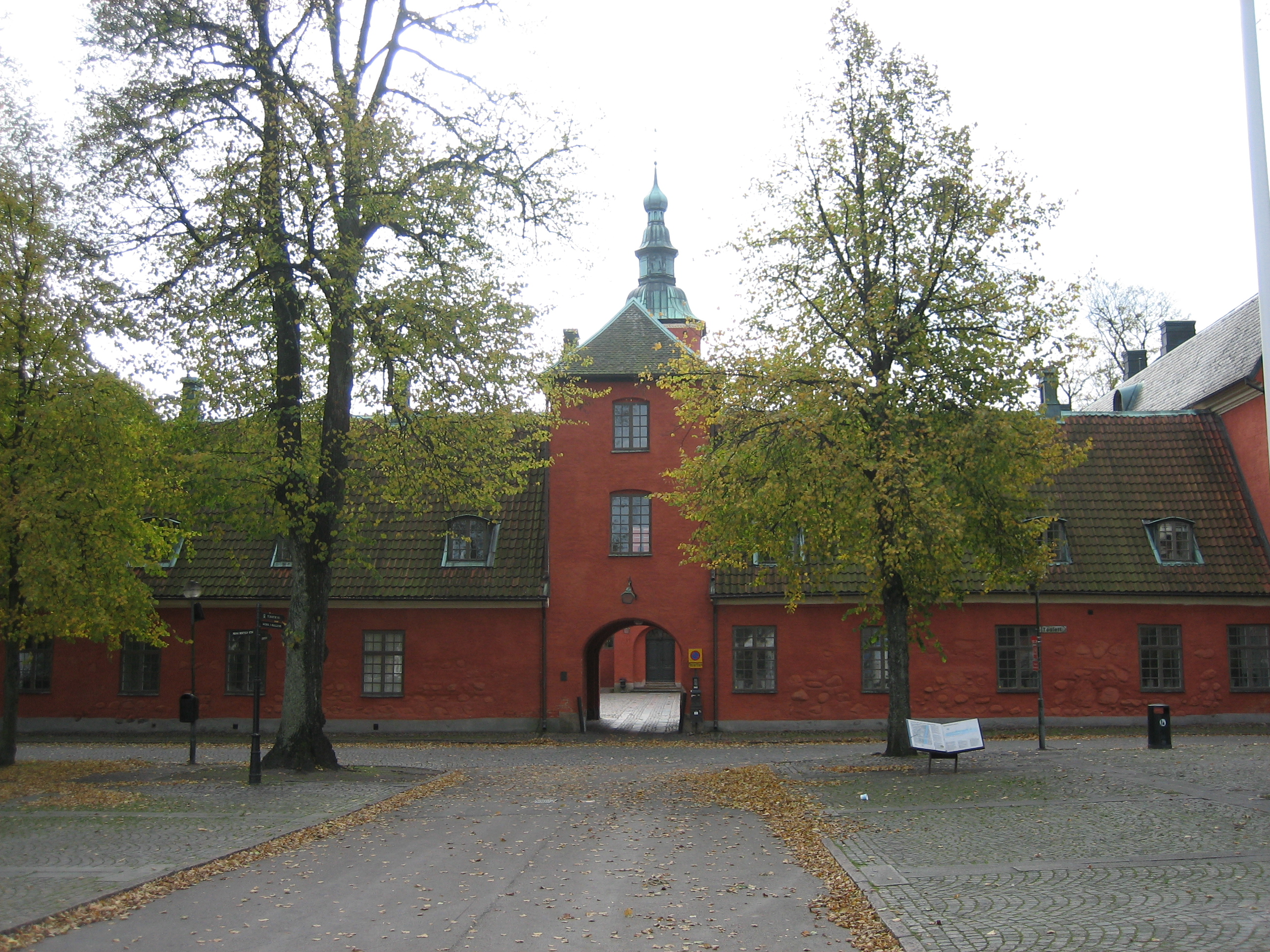
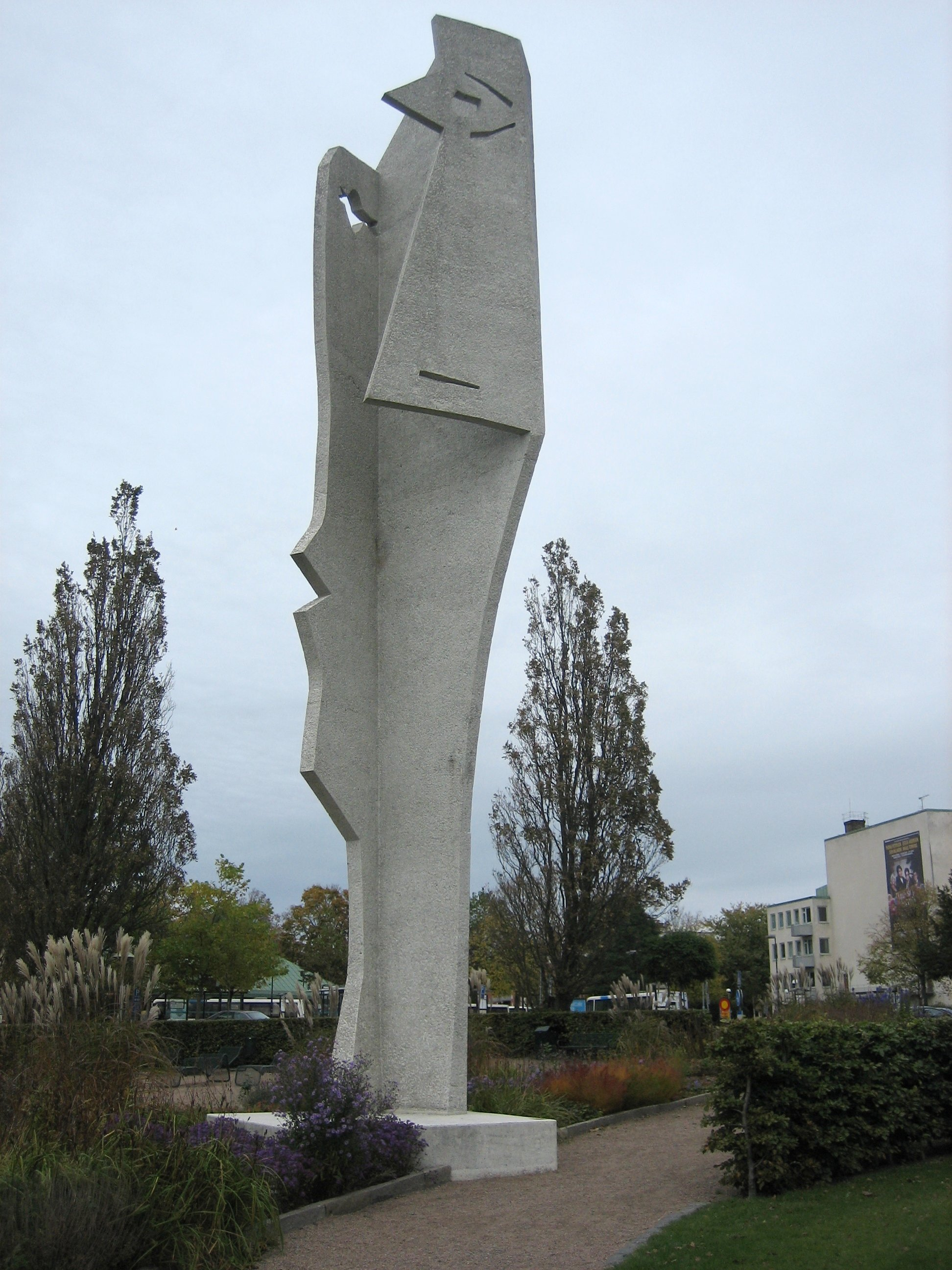
Picasso, Halmstad
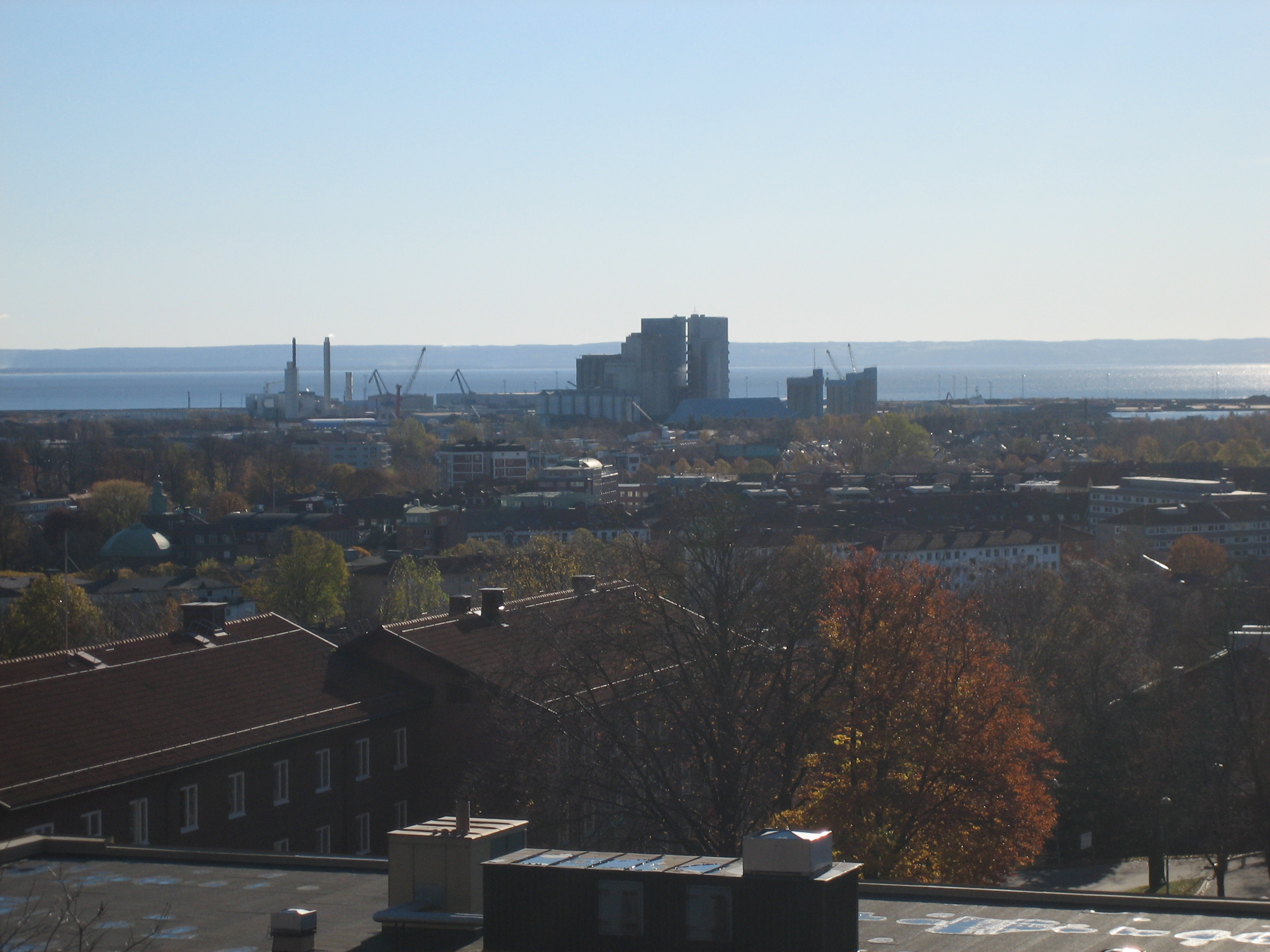